# 25870 Panchovigil
25870 Panchovigil este un asteroid din centura principală de asteroizi.

## Descriere
25870 Panchovigil este un asteroid din centura principală de asteroizi. A fost descoperit pe 28 mai 2000 la Socorro, New Mexico, în cadrul proiectului LINEAR. Asteroidul prezintă o orbită caracterizată de o semiaxă mare de 2,36 ua, o excentricitate de 0,20 și o înclinație de 2,3° în raport cu ecliptica.